# 14 Aurigae
14 Aurigae (14 Aur / HD 333959 / HR 1706) es un sistema estelar en la constelación de Auriga de magnitud aparente media +5,01. Se encuentra a 268 años luz del sistema solar.
La estrella primaria del sistema, 14 Aurigae A, es una subgigante blanca de tipo A9IV. Con una temperatura efectiva de 7670 K, brilla con una luminosidad 59 veces mayor que la luminosidad solar.
Su radio es 4,4 veces más grande que el radio solar y gira sobre sí misma con una velocidad de rotación proyectada de 27 km/s, lo que implica un período de rotación inferior a 8 días.
Tiene una masa 2,4 veces mayor que la masa solar.
Es una variable Delta Scuti —por lo que es conocida también con la denominación de KW Aurigae— cuyo período principal es de 2,11 horas; su variación de brillo es de 0,13 magnitudes.
La subgigante tiene una compañera espectroscópica —su duplicidad es conocida por el desplazamiento Doppler de sus líneas espectrales— cuyo período orbital es de 3,794 días.
Probablemente es una enana naranja de baja masa. 
La separación aproximada entre estas dos componentes es de 0,07 UA.
Visualmente a 10 segundos de arco de 14 Aurigae se puede observar una estrella de magnitud aparente +11 (14 Aurigae B), si bien se cree que dicha estrella simplemente coincide en la misma línea de visión pero no forma parte del sistema.
Sin embargo, una segunda estrella visualmente a 14 segundos de arco de 14 Aurigae A, denominada 14 Aurigae Ca, sí está físicamente relacionada con ella.
Es, a su vez, una binaria espectroscópica con un período orbital de 2,99 días, en donde la componente principal tiene tipo espectral F3V. Asumiendo que la compañera apenas contribuye a la luminosidad conjunta, la estrella F3V, con una temperatura de 6900 K, tiene un radio 1,9 veces mayor que el radio solar y una luminosidad 7 veces mayor que la del Sol.
La separación entre las dos estrellas que forman 14 Aurigae Ca es de 0,05 UA.
Finalmente, el telescopio espacial Hubble ha permitido observar una fuente de luz ultravioleta a 2 segundos de arco de 14 Aurigae Ca. Es una enana blanca caliente con una temperatura de 42 000 K y cuyo tamaño sería comparable al de la Tierra.
Denominada 14 Aurigae Cb, completaría una órbita alrededor de 14 Aurigae Ca cada 1600 años —siendo éste un límite inferior—.
A su vez, el subsistema 14 Aurigae Ca-Cb emplearía más de 20 000 años en completar una órbita en torno a la brillante 14 Aurigae A.